# Robert del Picchia
Robert del Picchia, né le 10 novembre 1942 à Marseille, est un homme politique français.
Il est Sénateur des Français établis hors de France de 1998 à 2021.

## Situation personnelle
Rédacteur en chef du service français de Radio Autriche Internationale, il est élu délégué pour les Français d'Autriche et d'Europe orientale au Conseil supérieur des Français de l'étranger en 1988. 

## Parcours politique
Il est élu sénateur des Français établis hors de France le 27 septembre 1998, réélu le 28 septembre 2008, puis le 28 septembre 2014. Il est président du Rassemblement des Français de l'étranger (RFE).
Il est l'auteur de la loi qui introduit le vote par Internet pour des élections. Adoptée en 2003, sa proposition de loi a autorisé le vote par correspondance électronique pour les élections des élus des Français de l'étranger, les conseillers à l'AFE. Robert del Picchia a également proposé le vote par Internet aux élections européennes pour les Français de l'étranger, mais aussi aux référendums. Il a milité en faveur de l'utilisation du vote par Internet pour les premières élections législatives à l'étranger.
Robert del Picchia préside le groupe géopolitique des 12+. Il s'agit du groupe qui réunit les parlements de 49 pays occidentaux. L'Union interparlementaire est l'organisation internationale des Parlements.
Lors du congrès de l'UMP de 2012, il soutient la motion « Le Gaullisme, une voie d'avenir pour la France ». Il prend position pour Bruno Le Maire pour la primaire présidentielle des Républicains de 2016. Il parraine toutefois Alain Juppé.
Rattaché administrativement au groupe Les Républicains au Sénat, il n'est membre d'aucun parti politique, ayant quitté l'UMP en 2010. Il participe en 2017 à la création d'Agir, avant de s'en retirer rapidement.